# 제13회 청룡영화상
제13회 청룡영화상은 1992년 12월 12일에 열린 시상식이다.

## 수상 및 후보

### 최우수 작품상
- 우리들의 일그러진 영웅 - 박종원 수상

### 감독상
- 우리들의 일그러진 영웅 - 박종원 수상

### 남우주연상
- 경마장 가는 길 - 문성근 수상

### 여우주연상
- 경마장 가는 길 - 강수연 수상

### 남우조연상
- 하얀 전쟁 - 독고영재 수상

### 여우조연상
- 명자 아끼코 쏘냐 - 이혜영 수상

### 신인남우상
- 가슴에 돋는 칼로 슬픔을 자르고 - 조재현 수상

### 신인여우상
- 장군의 아들3 - 오연수 수상

### 신인감독상
- 김의 전쟁 - 김영빈 수상

### 촬영상
- 하얀 전쟁 - 유영길 수상

### 각본상
- 결혼 이야기 - 박헌수 수상

### 인기스타상
- 안성기 수상
- 최민수 수상
- 최진실 수상
- 심혜진 수상

### 한국영화 최다관객상
- 결혼 이야기

### 특별상
- 미스터 맘마 - 김민형 수상
- 우리들의 일그러진 영웅 - 홍경인, 고정일, 정진강, 문혁 수상

### 외국영화상
- 퐁네프의 연인들